# Cmentarz choleryczny w Myślenicach
Cmentarz choleryczny w Myślenicach − na wschodnim stoku Dalina znajduje się ukryty w lesie cmentarz choleryczny. W XIX wieku służył jako miejsce pochówku dla ofiar epidemii cholery. Pochowano na nim około 2,5 tysiąca mieszkańców Myślenic. Jest już bardzo zarośnięty i zapuszczony, zachowało się tylko kilka kamiennych nagrobków. Napis, widniejący na jednym z pomników, głosi:
To mieysce tyle razy łzą moją skropione, iż zwłoki mojey żony zostały złożone. Łaskawy czytelniku znay stratę moię. Za wieczny odpoczynek (po)święć modlitwę
W 2019 r. ruszyła akcja odnowy cmentarza, której inicjatorami są członkowie Polskiego Towarzystwa Historycznego oraz Fundacji Rozwoju Regionalnego Myślenic.
Uwagę zwraca odnowiony niedawno nagrobek z posągiem Matki Boskiej z Dzieciątkiem na wysokim słupie, z 1806 r., z okolicznościową inskrypcją.